# Gustav Kadelburg
Gustav Kadelburg (26. ledna 1851, Pešť, Rakouské císařství – 11. září 1925 Berlín, Německá říše) byl rakousko-uherský, v Německu působící herec a dramatik.
Narodil se v německy mluvící židovské rodině v Pešti. Na jevišti poprvé vystoupil roku 1869 v Lipsku. O dva roky později začal vystupovat v berlínském Wallnerově divadle (Wallner-Theater). I když byl jako herec velmi úspěšný, ukončil svou hereckou kariéru a psal komedie a libreta, například k operetě Alt-Wien s hudbou Josepha Lannera. Mnoho z jeho veseloher vzniklo ve spoluautorství s Oscarem Blumenthalem nebo Franzem von Schönthanem. Nejznámější z nich byla veselohra U bílého koníčka (Im weißen Rößl) (1896), mnohem později zhudebněná do úspěšné stejnojmenné operety.
Kadelburgův hrob se nalézá na berlínském hřbitově Südwestkirchhof Stahnsdorf.

## Galerie

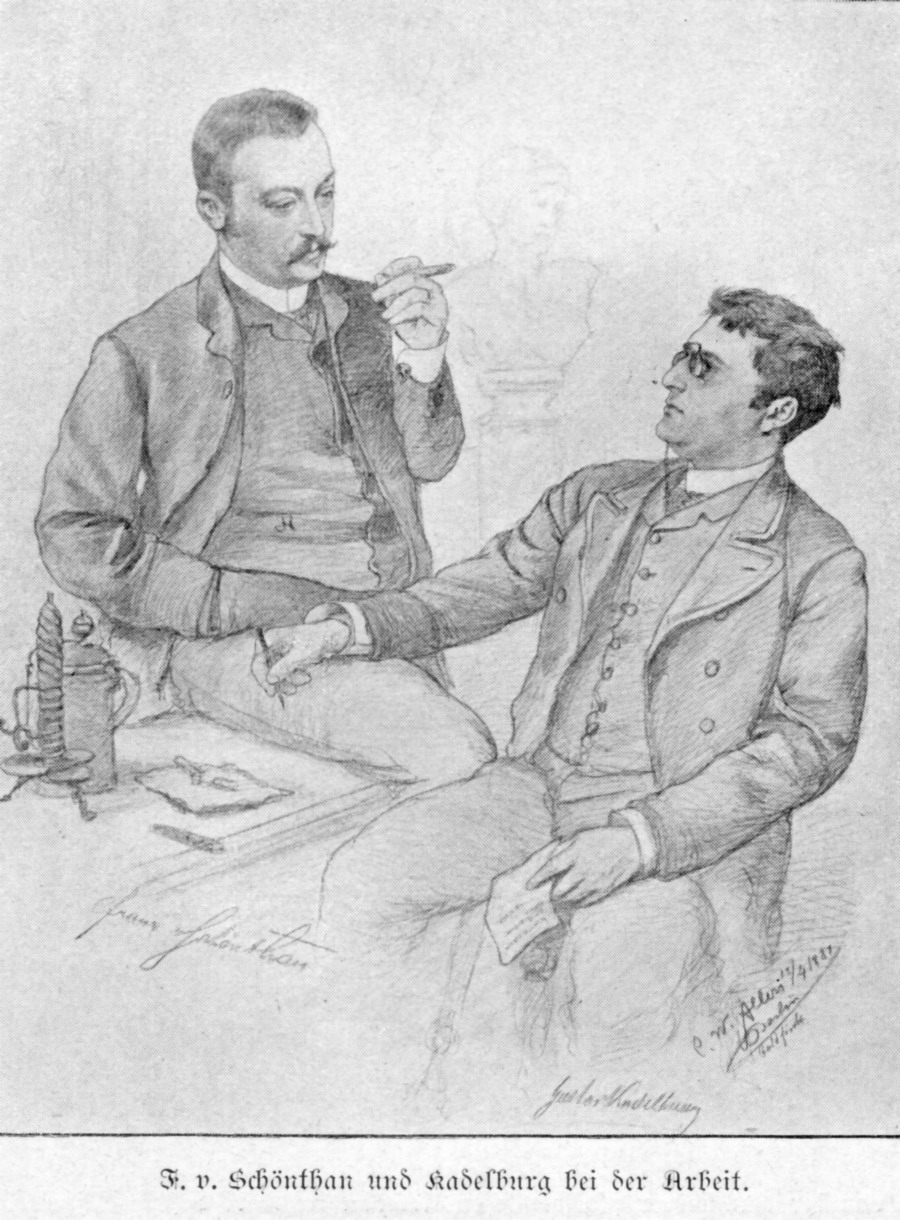
Franz von Schönthan (nalevo) a Gustav Kadelburg, 1889
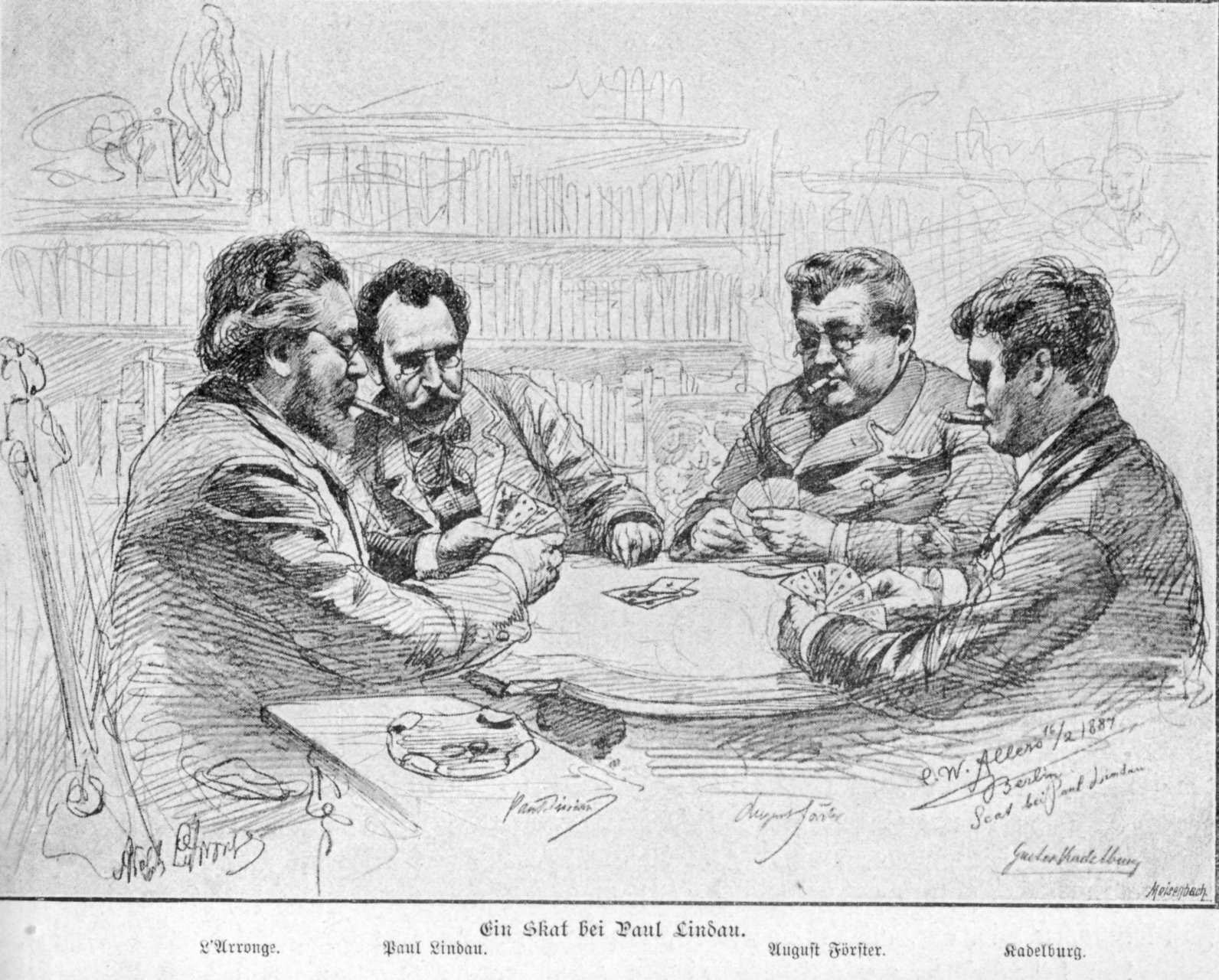
Gustav Kadelburg (zcela vpravo) u skatu s Adolphem L'Arrongem, Paulem Lindauem a Augustem Försterem. Kresba C.W. Allerse, 1887